# Mija Šiftar
Mija Šiftar (Lubiana, 9 febbraio 2006) è una pallavolista slovena, schiacciatrice del Pinerolo.

## Carriera

### Club
La carriera di Mija Šiftar inizia nella stagione 2020-21 nella seconda squadra del Kamnik, in 1B. DOL: nell'annata successiva viene promossa in prima squadra, esordendo in 1. DOL, con cui vince sia la Coppa di Slovenia che lo scudetto.
Nella stagione 2022-23 si trasferisce in Francia, ingaggiata dal Saint-Raphaël, in Ligue A; milita nella stessa divisione anche nell'annata seguente vestendo la maglia del Mulhouse. Annunciata al MTV Stoccarda, nella 1. Bundesliga tedesca, da cui si separa poco dopo l'inizio della preparazione, per il campionato 2024-25 approda nella Serie A2 italiana, firmando per la Millenium Brescia; è in Italia anche nell'annata 2025-26, questa volta in Serie A1, per difendere i colori del Pinerolo.

### Nazionale
Nel 2021 viene convocata nella selezione slovena under 16, a cui fanno seguito le chiamate in quella under 17 nel 2022 e under 19 nel 2023: con quest'ultima vince la medaglia d'oro al XVII Festival olimpico estivo della gioventù europea.
Nel 2022 ottiene le prime convocazioni nella nazionale maggiore.

## Palmarès

### Club
- Campionato sloveno: 1

2021-22
- Coppa di Slovenia: 1

2021-22

### Nazionale (competizioni minori)
- Festival olimpico estivo della gioventù europea 2023